# ATP Tour World Championships 1991
De ATP Tour World Championships 1991 werd voor de tweede keer in het Duitse Frankfurt gehouden. Het toernooi werd van 12 tot 17 november 1991 in de Festhalle Frankfurt op tapijtbanen gespeeld. Het deelnemersveld bestond uit de beste acht spelers op de ATP Rankings.

## Enkelspel

### Deelnemers
De acht geplaatste:
| Ranking | Speler        | Prestatie    |
| ------- | ------------- | ------------ |
| 1.      | Jim Courier   | Runner-up    |
| 2.      | Boris Becker  | Round Robin  |
| 3.      | Michael Stich | Round Robin  |
| 4.      | Ivan Lendl    | Halve finale |
| 5.      | Guy Forget    | Round Robin  |
| 6.      | Pete Sampras  | Winnaar      |
| 7.      | Andre Agassi  | Halve finale |
| 8.      | Karel Nováček | Round Robin  |

### Groepsfase
De eindstand in de groepsfase wordt bepaald door achtereenvolgend te kijken naar eerst het aantal overwinningen in combinatie met het aantal wedstrijden. Mochten er dan twee spelers gelijk staan wordt er naar het onderling resultaat gekeken. Mocht het aantal overwinningen en wedstrijden bij drie of vier spelers gelijk wordt er gekeken naar het percentage gewonnen sets en eventueel gewonnen games. Als er dan nog steeds geen ranglijst opgemaakt kan worden dan beslist de wedstrijd commissie.

#### Ilie Năstase Groep
|             |               | Uitslag             |
| ----------- | ------------- | ------------------- |
| Jim Courier | Karel Nováček | 6–7(6), 7–6(5), 6–4 |
| Ivan Lendl  | Guy Forget    | 6–2, 6–4            |
| Guy Forget  | Karel Nováček | 6–3, 7–6(3)         |
| Jim Courier | Ivan Lendl    | 2–6, 3–6            |
| Ivan Lendl  | Karel Nováček | 6-2, 6-2            |
| Jim Courier | Guy Forget    | 7–6(4), 6–4         |

| Nr. | Speler        | Wedstrijd W - V | Sets W - V | Games W - V |
| --- | ------------- | --------------- | ---------- | ----------- |
| 1   | Ivan Lendl    | 3-0             | 6-0        | 36-15       |
| 2   | Jim Courier   | 2-1             | 4-3        | 37-39       |
| 3   | Guy Forget    | 1-2             | 2-4        | 29-34       |
| 4   | Karel Nováček | 0-3             | 1-6        | 30-44       |

#### John Newcombe Groep
|               |               | Uitslag          |
| ------------- | ------------- | ---------------- |
| Boris Becker  | Andre Agassi  | 3–6, 5–7         |
| Michael Stich | Pete Sampras  | 2–6, 6–7(3)      |
| Pete Sampras  | Andre Agassi  | 6–3, 1–6, 6–3    |
| Boris Becker  | Michael Stich | 7–6(1), 6–3      |
| Boris Becker  | Pete Sampras  | 6–4, 6–7(3), 6–1 |
| Michael Stich | Andre Agassi  | 5–7, 3–6         |

| Nr. | Speler        | Wedstrijd W - V | Sets W - V | Games W - V |
| --- | ------------- | --------------- | ---------- | ----------- |
| 1   | Andre Agassi  | 2-1             | 5-2        | 38-29       |
| 2   | Pete Sampras  | 2-1             | 5-3        | 38-38       |
| 3   | Boris Becker  | 2-1             | 4-3        | 39-34       |
| 4   | Michael Stich | 0-3             | 0-6        | 25-39       |

### Knock-outfase
|  | Halve finale | Halve finale | Halve finale | Halve finale | Halve finale |   |              | Finale       | Finale | Finale | Finale | Finale | Finale | Finale |
|  |              |              |              |              |              |   |              |              |        |        |        |        |        |        |
|  | 4            | Ivan Lendl   | 2            | 3            |              |   |              |              |        |        |        |        |        |        |
|  | 6            | Pete Sampras | 6            | 6            |              |   |              |              |        |        |        |        |        |        |
|  | 6            | Pete Sampras | 6            | 6            |              | 6 | Pete Sampras | 3            | 7      | 6      | 6      |        |        |        |
|  |              |              |              |              |              | 6 | Pete Sampras | 3            | 7      | 6      | 6      |        |        |        |
|  |              | 1            | Jim Courier  | 6            | 65           | 3 | 4            |              |        |        |        |        |        |        |
|  | 7            | 1            | Jim Courier  | 6            | 65           | 3 | 4            | Andre Agassi | 3      | 5      |        |        |        |        |
|  | 7            |              |              |              |              |   |              | Andre Agassi | 3      | 5      |        |        |        |        |
|  | 1            | Jim Courier  | 6            | 7            |              |   |              |              |        |        |        |        |        |        |

## Dubbelspel
Het ATP Tour World Championships 1991 dubbelspeltoernooi vond plaats in Johannesburg . Het toernooi werd van 20 tot 29 november 1991 in de Standard Bank Arena op Hardcourtbanen gespeeld. Het deelnemersveld bestond uit de beste acht dubbels op de ATP Rankings.

De acht geplaatste dubbels:

### Deelnemers
| Ranking | Speler                         | Prestatie    |
| ------- | ------------------------------ | ------------ |
| 1.      | John Fitzgerald Anders Järryd  | Winnaar      |
| 2.      | Scott Davis David Pate         | Round Robin  |
| 3.      | Ken Flach Robert Seguso        | Runners-up   |
| 4.      | Todd Woodbridge Mark Woodforde | Halve Finale |
| 5.      | Grant Connell Glenn Michibata  | Halve Finale |
| 6.      | Patrick Galbraith Todd Witsken | Round Robin  |
| 7.      | Luke Jensen Laurie Warder      | Round Robin  |
| 8.      | Tom Nijssen Cyril Suk          | Round Robin  |

### Groepsfase
De eindstand in de groepsfase wordt bepaald door achtereenvolgend te kijken naar eerst het aantal overwinningen in combinatie met het aantal wedstrijden. Mochten er dan twee koppels gelijk staan wordt er naar het onderling resultaat gekeken. Mocht het aantal overwinningen en wedstrijden bij drie of vier koppels gelijk wordt er gekeken naar het percentage gewonnen sets en eventueel gewonnen games. Als er dan nog steeds geen ranglijst opgemaakt kan worden dan beslist de wedstrijd commissie.

#### Hewitt-McMillan Groep
|                                |                                | Uitslag             |
| ------------------------------ | ------------------------------ | ------------------- |
| Grant Connell Glenn Michibata  | Patrick Galbraith Todd Witsken | 6–3, 3–6, 7–5       |
| John Fitzgerald Anders Järryd  | Tom Nijssen Cyril Suk          | 6-3, 6–4            |
| Patrick Galbraith Todd Witsken | Tom Nijssen Cyril Suk          | 7–6(5), 6–2         |
| John Fitzgerald Anders Järryd  | Grant Connell Glenn Michibata  | 7–6(8), 6–4         |
| Grant Connell Glenn Michibata  | Tom Nijssen Cyril Suk          | 4–6, 7–6(5), 7–6(5) |
| John Fitzgerald Anders Järryd  | Patrick Galbraith Todd Witsken | 6–1, 2–6, 6-4       |

| Nr. | Speler                         | Wedstrijd W - V | Sets W - V | Games W - V |
| --- | ------------------------------ | --------------- | ---------- | ----------- |
| 1   | John Fitzgerald Anders Järryd  | 3-0             | 6-1        | 39-28       |
| 2   | Grant Connell Glenn Michibata  | 2-1             | 4-4        | 44-45       |
| 3   | Patrick Galbraith Todd Witsken | 1-2             | 4-4        | 38-38       |
| 4   | Tom Nijssen Cyril Suk          | 0-3             | 1-6        | 33-43       |

#### Forbes-Segal Groep
|                                |                                | Uitslag          |
| ------------------------------ | ------------------------------ | ---------------- |
| Scott Davis David Pate         | Luke Jensen Laurie Warder      | 4–6, 3–6         |
| Ken Flach Robert Seguso        | Todd Woodbridge Mark Woodforde | 7–6(4), 7–6(2)   |
| Ken Flach Robert Seguso        | Luke Jensen Laurie Warder      | 7–6(2), 6–3      |
| Scott Davis David Pate         | Todd Woodbridge Mark Woodforde | 7–6(8), 4–6, 4–6 |
| Todd Woodbridge Mark Woodforde | Luke Jensen Laurie Warder      | 7–6(3), 3–6, 6–4 |
| Scott Davis David Pate         | Ken Flach Robert Seguso        | 4–6, 4–6         |

| Nr. | Speler                         | Wedstrijd W - V | Sets W - V | Games W - V |
| --- | ------------------------------ | --------------- | ---------- | ----------- |
| 1   | Ken Flach Robert Seguso        | 3-0             | 6-0        | 39-29       |
| 2   | Todd Woodbridge Mark Woodforde | 2-1             | 4-4        | 46-45       |
| 3   | Luke Jensen Laurie Warder      | 1-2             | 3-3        | 37-36       |
| 4   | Scott Davis David Pate         | 0-3             | 1-6        | 30-42       |

### Knock-outfase
|  | Halve finale | Halve finale                   | Halve finale            | Halve finale | Halve finale |   |                               | Finale                        | Finale | Finale | Finale | Finale | Finale | Finale |
|  |              |                                |                         |              |              |   |                               |                               |        |        |        |        |        |        |
|  | 1            | John Fitzgerald Anders Järryd  | 7                       | 6            |              |   |                               |                               |        |        |        |        |        |        |
|  | 4            | Todd Woodbridge Mark Woodforde | 5                       | 2            |              |   |                               |                               |        |        |        |        |        |        |
|  | 4            | Todd Woodbridge Mark Woodforde | 5                       | 2            |              | 1 | John Fitzgerald Anders Järryd | 6                             | 6      | 2      | 6      |        |        |        |
|  |              |                                |                         |              |              | 1 | John Fitzgerald Anders Järryd | 6                             | 6      | 2      | 6      |        |        |        |
|  |              | 3                              | Ken Flach Robert Seguso | 4            | 4            | 6 | 4                             |                               |        |        |        |        |        |        |
|  | 5            | 3                              | Ken Flach Robert Seguso | 4            | 4            | 6 | 4                             | Grant Connell Glenn Michibata | 64     | 62     |        |        |        |        |
|  | 5            |                                |                         |              |              |   |                               | Grant Connell Glenn Michibata | 64     | 62     |        |        |        |        |
|  | 3            | Ken Flach Robert Seguso        | 7                       | 7            |              |   |                               |                               |        |        |        |        |        |        |